# Pachomius (chi nhện)
Pachomius là một chi nhện trong họ Salticidae.

## Các loài
- Pachomius dybowskii (Taczanowski, 1871) (Mexico to Ecuador, Brazil)
- Pachomius hadzji (Caporiacco, 1955) (Venezuela)
- Pachomius maculosus (Chickering, 1946) (Panama, Venezuela)
- Pachomius peckhamorum Galiano, 1994 (Panama)
- Pachomius sextus Galiano, 1994 (Venezuela, Brazil)
- Pachomius villeta Galiano, 1994 (Colombia, Venezuela)

## Hình ảnh

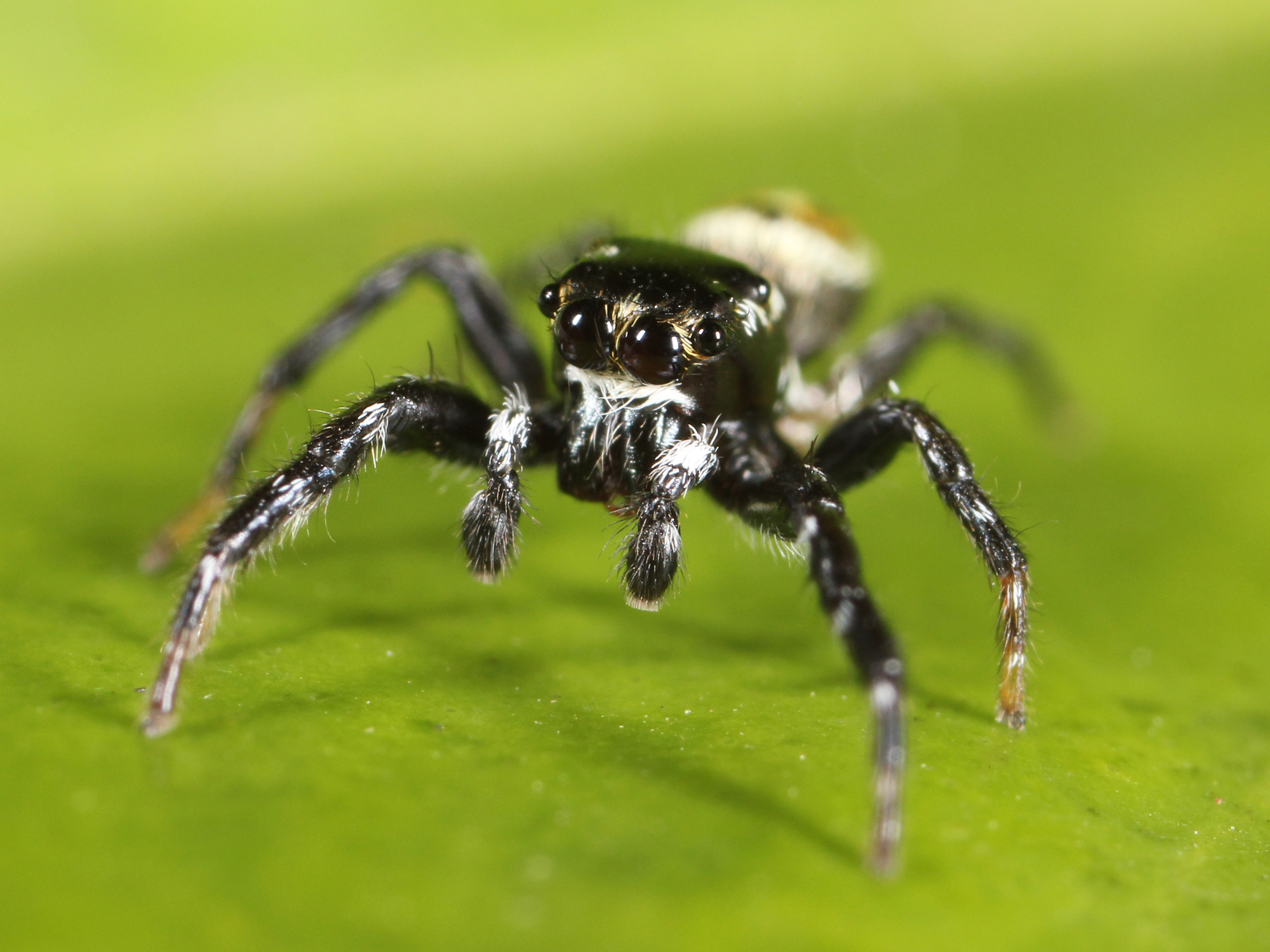
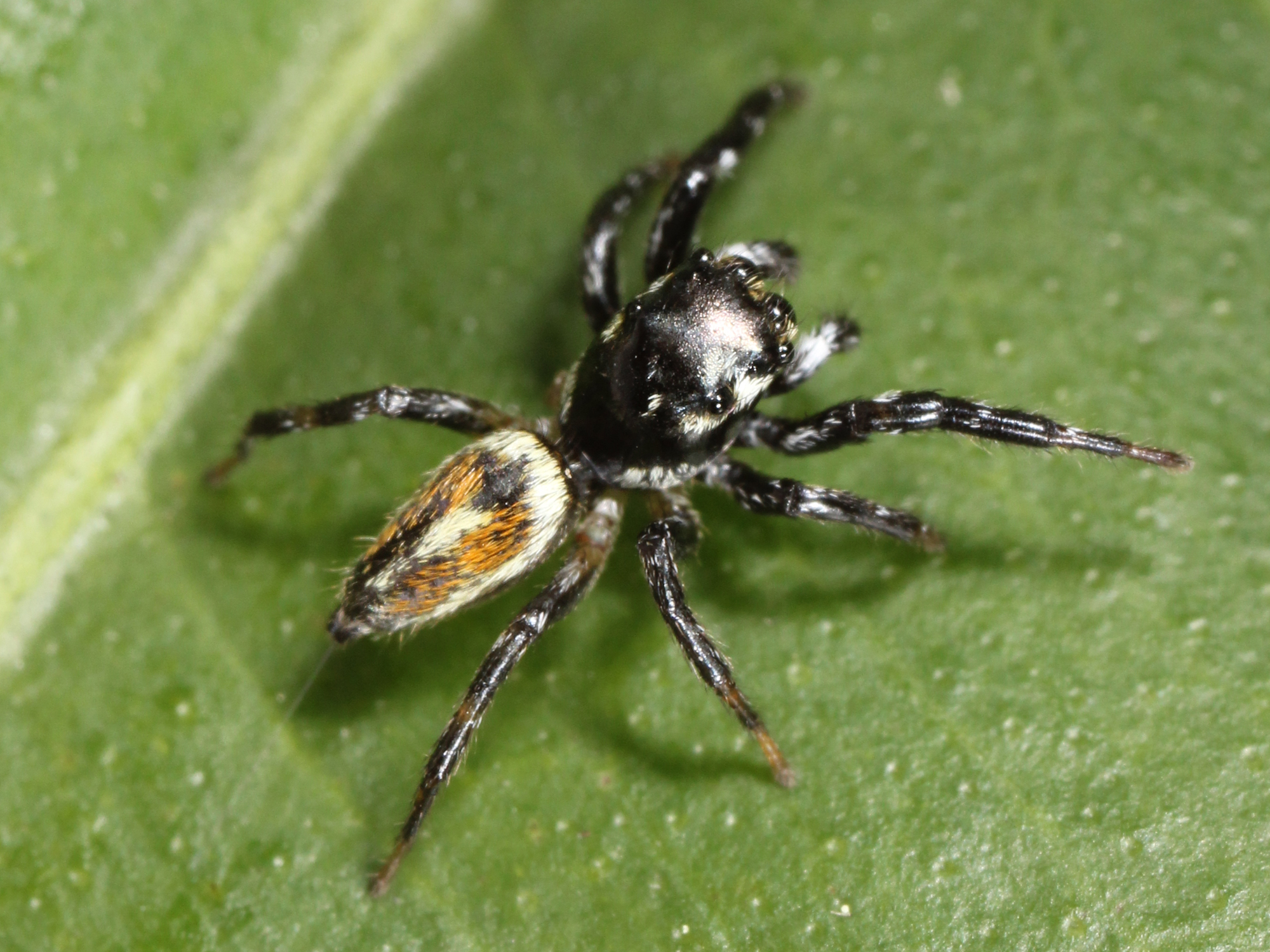
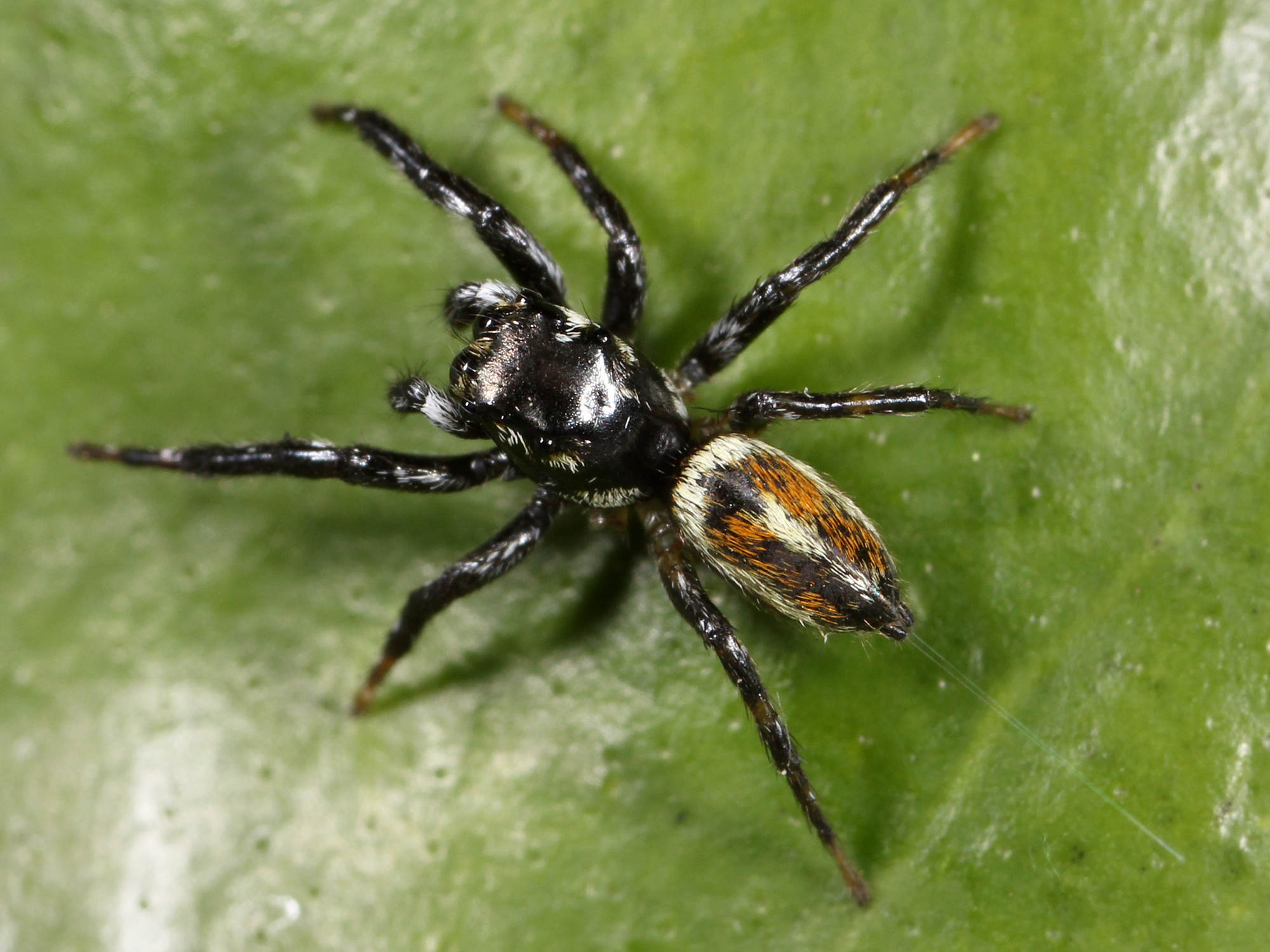